# Kosarze

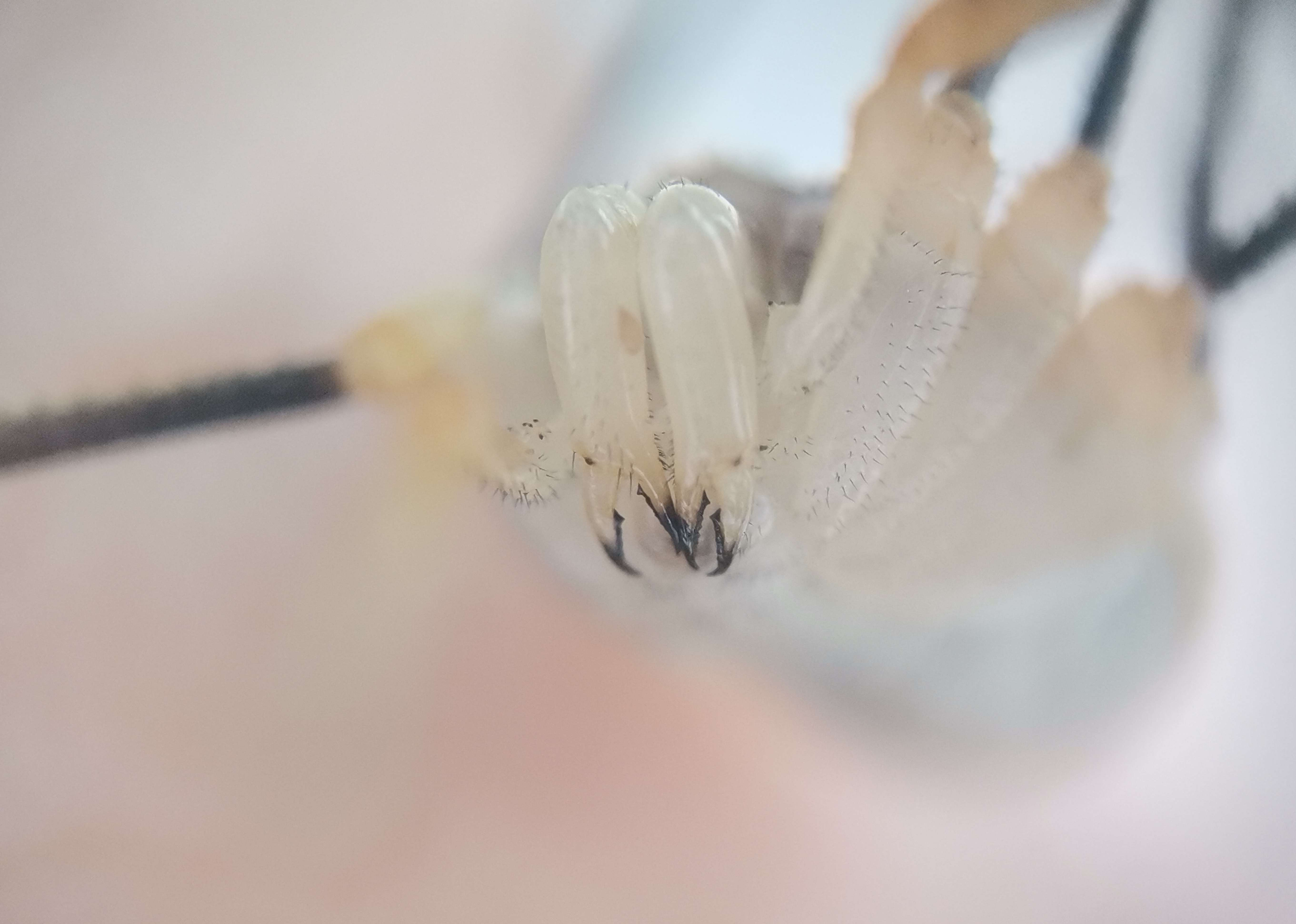
Szczękoczułki Kosarza

Kosarze (Opiliones syn. Phalangida, łabuńce) – stosunkowo liczny (ponad 6 tys. gatunków) rząd pajęczaków, obejmujący zwierzęta od 5 do 10 mm długości, zamieszkujące przede wszystkim strefy tropikalne, ale występujące również w klimacie umiarkowanym. Kosarze są łatwe do rozpoznania dzięki prawie idealnie eliptycznemu ciału. Ich prosoma ściśle przylega do szerokiej opistosomy. Odnóża kroczne są natomiast niezwykle długie (czasem do 16 cm) i cienkie. Szczękoczułki krótkie i nogogłaszczki długie są wyposażone w wyrostki służące do wstępnego rozdrabniania pokarmu. Kosarze są mięsożerne, ale żywią się też (a nawet głównie) martwą materią organiczną. Jaja tych pajęczaków są składane do ziemi.  
W Polsce występują co najmniej 42 gatunki kosarzy (zob. kosarze Polski). Najpospolitszym przedstawicielem tych stawonogów jest kosarz pospolity.
Tę bardzo zróżnicowaną grupę pajęczaków dzieli się na 41 rodzin, które są podzielone na 4 podrzędy. Dla przejrzystości systemu klasyfikacyjnego powszechnie używa się również kategorii nadrodziny:
- Podrząd: Cyphophthalmi(inne języki)
  - Nadrodzina: Stylocelloidea
    - Rodzina: Stylocellidae

  - Nadrodzina: Ogoveoidea
    - Rodzina: Ogoveidae
    - Rodzina: Neogoveidae

  - Nadrodzina: Sironoidea(inne języki)
    - Rodzina: Pettalidae
    - Rodzina: Sironidae
    - Rodzina: Troglosironidae
- Podrząd: Eupnoi(inne języki)
  - Nadrodzina: Caddoidea
    - Rodzina: Caddidae

  - Nadrodzina: Phalangioidea(inne języki)
    - Rodzina: Monoscutidae
    - Rodzina: Neopilionidae
    - Rodzina: Sclerosomatidae
    - Rodzina: Stygophalangiidae(inne języki)
    - Rodzina: Phalangiidae
- Podrząd: Dyspnoi(inne języki)
  - Nadrodzina: Ischyropsalidoidea(inne języki)
    - Rodzina: Ceratolasmatidae
    - Rodzina: Ischyropsalididae
    - Rodzina: Sabaconidae

  - Nadrodzina: Nemastomatoidea
    - Rodzina: Dicranolasmatidae
    - Rodzina: Nemastomatidae
    - Rodzina: Nipponopsalididae

  - Nadrodzina: Troguloidea
    - Rodzina: Trogulidae
- Podrząd: Laniatores
  - Nadrodzina: Biantoidea
    - Rodzina: Biantidae
    - Rodzina: Escadabiidae
    - Rodzina: Minuidae(inne języki)
    - Rodzina: Podoctidae
    - Rodzina: Samoidae
    - Rodzina: Stygnommatidae

  - Nadrodzina: Epedanoidea
    - Rodzina: Epedanidae

  - Nadrodzina: Gonyleptoidea
    - Rodzina: Agoristenidae
    - Rodzina: Assamiidae
    - Rodzina: Cosmetidae(inne języki)
    - Rodzina: Cranaidae
    - Rodzina: Gonyleptidae
    - Rodzina: Manaosbiidae
    - Rodzina: Stygnidae
    - Rodzina: Stygnopsidae
    - Rodzina: Trionyxellidae(inne języki)

  - Nadrodzina: Phalangodoidea(inne języki)
    - Rodzina: Oncopodidae
    - Rodzina: Phalangodidae
    - Rodzina: Pyramidopidae(inne języki)

  - Nadrodzina: Zalmoxoidea(inne języki)
    - Rodzina: Guasiniidae
    - Rodzina: Icaleptidae
    - Rodzina: Zalmoxioidae